# Sión Cóhen
Sión Ernesto Cóhen Cattan (ur. 30 listopada 1934) – panamski zapaśnik walczący w stylu wolnym. Olimpijczyk z Tokio 1964, gdzie zajął czternaste miejsce w kategorii do 97 kg.
Brązowy medalista igrzysk panamerykańskich w 1963. Triumfator igrzysk Ameryki Środkowej i Karaibów w 1962; drugi w 1966. Wicemistrz igrzysk boliwaryjskich w 1965 roku.

## Letnie Igrzyska Olimpijskie 1964
| Konkurencja      | Rundy eliminacyjne    | Rundy eliminacyjne    | Klas. końcowa |
| Konkurencja      | Przeciwnik I          | Przeciwnik II         | Miejsce       |
| ---------------- | --------------------- | --------------------- | ------------- |
| 97 kg styl wolny | Hugh Williams (AUS) P | Said Mustafow (BGR) P | 14.           |